# 虾尾山蚂蝗
虾尾山蚂蝗（学名：Desmodium scorpiurus），即蝎尾山蚂蝗，为豆科山蚂蝗属下的一种匍匐草本植物，三出葉，开粉色花，其荚果有蝎尾状尖端。原产于南美洲，现在中国等其他地区也有分布。

## 扩展阅读
- 維基物種上的相關：虾尾山蚂蝗